# آریما شینشیچی

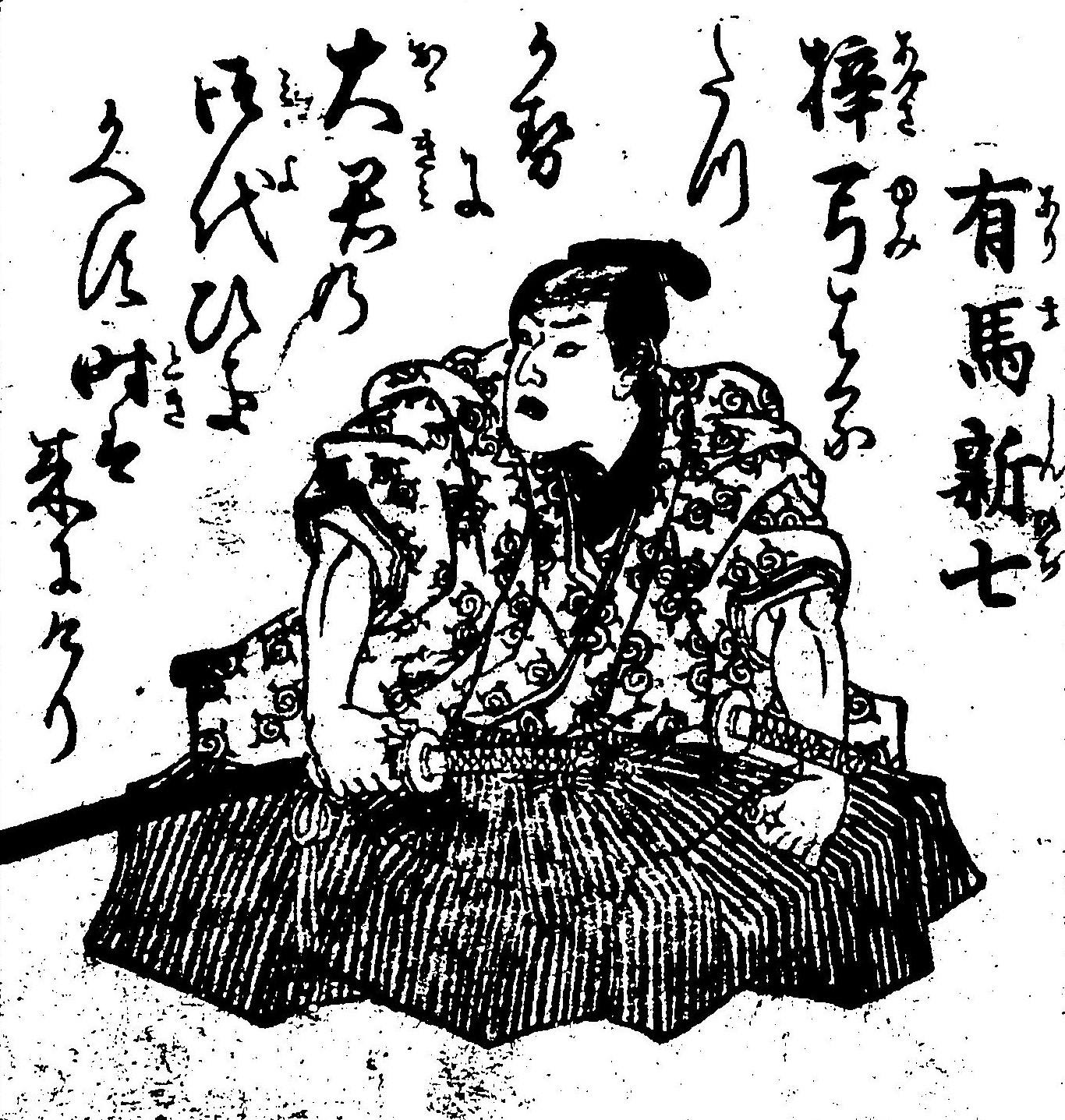

آریما شینشیچی (به ژاپنی: 有馬新七) (۲۱ مه ۱۸۶۲ – ۱۸۲۶ میلادی) یک سامورایی و آکادمیسین در دوره باکوماتسو از اهالی قلمروی ساتسوما بود. عضو افراطی جناح طرفداران امپراتور بود. در هنگامی‌که با همفکران خود در «مسافرخانه ترادایا» دور هم جمع شده بودند، شیمازو هیسامیتسو ارباب قلمروی ساتسوما مأمورانش را برای راضی کردن آنان به توقف عملیات افراطی شان به این مسافرخانه فرستاد و دستور داده بود که اگر راضی به تبعیت نشدند به آنان حمله شود. آریما در این حادثه که به حادثه ترادایا شهرت دارد با شمشیر افراد مسلح پیرو ارباب ساتسوما کشته شد.